# Günther Reich
Günther Reich, auch Günter Reich (* 22. November 1921 in Liegnitz; † 15. Januar 1989 in Heidelberg), war ein deutsch-israelischer Opernsänger (Bariton), der vor allen Dingen als Interpret der Werke Arnold Schönbergs in Zusammenarbeit mit Michael Gielen und Pierre Boulez bekannt ist (Moses und Aron, Kol Nidre, Ein Überlebender aus Warschau).

## Leben
Reich stammte aus einer jüdischen Familie. 1934 verließ diese das nationalsozialistische Deutschland und siedelte sich in Palästina an. Nach dem Zweiten Weltkrieg und der Gründung des Staates Israel betätigte sich Reich zunächst verschiedenartig, ohne sich sonderlich auf den Gesang zu konzentrieren. 1958 kehrt er auf deutschen Boden zurück und ließ sich in der Bundesrepublik nieder, um zuerst in Berlin, dann in Mannheim zu studieren. Schließlich erfolgte sein Debüt 1961 als Jago am Musiktheater im Revier in Gelsenkirchen. 1968 wurde er Mitglied der Stuttgarter Oper, in den 1970er Jahren gastierte er an allen großen Bühnen der Welt, unter anderem als Wagner-Bariton (Hans Sachs u. ä.). Aus diesem Jahrzehnt stammt seine Zusammenarbeit mit Gielen und Boulez, die sowohl auf Tonträger als auch auf Film verewigt wurde (Moses und Aron von Straub-Huillet).